# Iván Olivares
Iván José Olivares Alvárez (Caracas, 10 dicembre 1961) è un ex cestista venezuelano.

## Carriera
Con il Venezuela ha disputato i Giochi olimpici di Barcellona 1992, i Campionati mondiali del 1990 e sei edizioni dei Campionati americani (1988, 1989, 1992, 1993, 1995, 1997).